# Erika Marozsán
Erika Marozsán (n. 3 august 1972, Újfehértó, Szabolcs-Szatmár-Bereg, Ungaria) este o actriță maghiară.

## Biografie și activitate
Erika Marozsán a urmat timp de 10 ani cursurile de balet clasic la Institutul de Balet din Budapesta și în continuare Academia de Film și Teatru, pe care o absolvă în anul 1995. Peste puțin timp devine membră al ansamblulului "Teatrul Nou" (Új Színház) din Budapesta. De aici s-a mutat la Teatrul din Kaposvár unde activează și în prezent. Erika Marozsán vorbește curent limba germană, actrițele ei preferate sunt Sophie Marceau și Famke Janssen.

## Filmografie
- Béketárgyalás, avagy az évszázad csütörtökig tart (1989)
- Bukfenc (1993)
- Rám csaj még nem volt ilyen hatással (1993)
- Esti Kornél csodálatos utazása (1994)
- A bűvész (1996)
- Szökés (1997)
- Alta Mira (1997)
- Pannon töredék (1998)
- Országalma (1998)
- Cukorkékség (1998)
- Szomorú vasárnap Gloomy Sunday (1999)
- Premier (1999)
- A katona (1999)
- Lárá (2000)
- Egy nap története (2000)
- Előre! (2002)
- Lopakodók 2. (2002)
- A párducnő (2002)
- A költő (2003)
- Palackba zárt szerelem (2003)
- Rózsadomb (2003)
- A tizedik nyár (2003)
- Gettó (2006) - (Ghetto)
- Rokonok (2006)
- A Cég - A CIA regénye (2007)
- A szerelem bősége  (2007)